# París-Niza 1939
La París-Niza 1939 fue la séptima edición de la París-Niza, que se disputó entre el 16 y el 19 de marzo de 1939. La carrera fue ganada por el francés Maurice Archambaud, del equipo Mercier-Hutchinson, por ante Frans Bonduel (Dilecta-Wolber) y Gérard Desmet (France Sport-Wolber). El conjunto France Sport -Wolber se impone en la clasificación por equipos.
La prueba cambia de organizadores. Ce Soir y Le Petit Niçois son quienes lo organizan conjuntamente con la ayuda del Auto.
Esta edición de la París-Niza está marcada por el frío y la nieve. Durante la segunda etapa nieva durante más de tres horas y la tercera etapa cambia de salida por el mal tiempo que hace impracticables las carreteras. Las temperaturas fueron tan bajas que al control de Roanne un congelado Archmabud necesitó la ayuda de un gendarme para sacar el avituallamiento del bolsillo de su maillot.

## Participantes
En esta edición de la París-Niza preneren parte 96 corredores divididos en 8 equipos: Alcyon-Dunlop, France Sport-Wolber, Genial Lucifer-Hutchinson, Dilecta-Wolber, Lucien Michard-Wolber, Helyett-Hutchinson, Urago-Wolber y Mercier-Hutchinson. La prueba lo acabaron 19 corredores debido a la nieve y al frío que acompañan de esta edición.

## Resultados de las etapas
| Etapas    | Fecha       | Recorrido               | Km     | Vencedor de etapa | Líder de la general |
| --------- | ----------- | ----------------------- | ------ | ----------------- | ------------------- |
| 1.ª etapa | 16 de marzo | París-Nevers            | 219 km | Roger Lapébie     | Roger Lapébie       |
| 2.ª etapa | 17 de marzo | Nevers-Saint-Étienne    | 233 km | Émile Masson      | Maurice Archambaud  |
| 3.ª etapa | 18 de marzo | Saint-Étienne-Cavaillon | 197 km | Georges Naisse    | Maurice Archambaud  |
| 4.ª etapa | 19 de marzo | Cavaillon-Niza          | 254 km | Frans Bonduel     | Maurice Archambaud  |

## Etapas

### 1.º etapa
Salida neutralizada: Place del Opéra de París. Salida real: Carrefour de la Belle Épine de Thiais
|   | Ciclista            | Equipo             | Tiempo     |
| - | ------------------- | ------------------ | ---------- |
| 1 | Roger Lapébie       | Mercier-Hutchinson | 5h 17' 05" |
| 2 | Lucien Vlaemynck    | Alcyon-Dunlop      | m. t.      |
| 3 | Georges Christiaens | Mercier-Hutchinson | m. t.      |

### 2.ª etapa
17-03-1939. Nevers-Saint-Étienne, 233 km.
Nieva durante tres horas. Abandonan 67 corredores. Vietto abandona en el kilómetro 20. Rompe un pedal de su invención y no tiene la clave para repararlo.
|   | Ciclista           | Equipo             | Tiempo     |
| - | ------------------ | ------------------ | ---------- |
| 1 | Émile Masson       | Alcyon-Dunlop      | 6h 22' 39" |
| 2 | Maurice Archambaud | Mercier-Hutchinson | m. t."     |
| 3 | Frans Bonduel      | Dilecta-Wolber     | +3' 22"    |

### 3.ª etapa
18-03-1939. Saint-Étienne (Andance)-Cavaillon, 197 km.
La etapa se neutraliza más de 90 km por culpa de la nieve. La salida real estuvo en la ciudad de Andance. Los corredores llegan a esta ciudad en autobús.
|   | Ciclista           | Equipo             | Tiempo     |
| - | ------------------ | ------------------ | ---------- |
| 1 | Georges Naisse     | Alcyon-Dunlop      | 4h 26' 12" |
| 2 | Maurice Archambaud | Mercier-Hutchinson | m. t.      |
| 3 | Fermo Camellini    | Urago-Wolber       | m. t.      |

### 4.ª etapa
19-03-1939. Cavillon-Niza, 254 km.
Llegada situada al Muelle de los Estados Unidos.
|   | Ciclista          | Equipo             | Tiempo     |
| - | ----------------- | ------------------ | ---------- |
| 1 | Frans Bonduel     | Dilecta-Wolber     | 7h 18' 46" |
| 2 | Guy Lapébie       | Mercier-Hutchinson | m. t.      |
| 3 | Walter Diggelmann | Urago-Wolber       | m. t.      |

## Clasificaciones finales

### Clasificación general[1]
|    | Ciclista           | Equipo                    | Tiempo      |
| -- | ------------------ | ------------------------- | ----------- |
| 1  | Maurice Archambaud | Mercier-Hutchinson        | 23h 26' 48" |
| 2  | Frans Bonduel      | Dilecta-Wolber            | + 9' 33"    |
| 3  | Gérard Desmet      | France Sport-Wolber       | m. t.       |
| 4  | Theo Pirmez        | Dilecta-Wolber            | + 16' 47"   |
| 5  | Émile Masson       | Alcyon-Dunlop             | + 18' 05"   |
| 6  | Fermo Camellini    | Urago-Wolber              | + 18' 16"   |
| 7  | Piet van Nek       | France Sport-Wolber       | + 20' 39"   |
| 8  | Guy Lapébie        | Mercier-Hutchinson        | + 29' 17"   |
| 9  | Fabien Galateau    | Genial Lucifer-Hutchinson | + 29' 17"   |
| 10 | Albert Rosseel     | Dilecta-Wolber            | + 29' 21"   |

## Evolución de las clasificaciones
| Etapa(Vencedor)          | Classificaió general |
| ------------------------ | -------------------- |
| Etapa 1 (Roger Lapébie)  | Roger Lapébie        |
| Etapa 2 (Émile Masson)   | Maurice Archambaud   |
| Etapa 3 (Georges Naisse) | Maurice Archambaud   |
| Etapa 4 (Frans Bonduel)  | Maurice Archambaud   |